# Ryzykowny stan psychiczny
Ryzykowny stan psychiczny, stan ryzyka rozwoju psychozy (ang. at-risk mental state, ARM, ARMS) – zespół subklinicznych objawów występujących u osób ze zwiększonym ryzykiem pierwszego epizodu psychotycznego w niedalekiej przyszłości. Wcześniej używano określenia stanów prodromalnych schizofrenii, jednak ze względu na jego deterministyczny wydźwięk odchodzi się od niego. Używa się również pojęcia stanu wysokiego ryzyka (ang. ultra-high risk, UHR), definiowanego jako (1) obecność łagodnych (podprogowych) objawów psychotycznych, (2) krótkotrwałe (do 7 dni), samoograniczające się stany psychotyczne (ang. brief limited intermittent psychotic symptoms, BLIPS) i (3) mających zaburzenia schizotypowe lub krewnego pierwszego stopnia z psychozą i doświadczające poważnego pogorszenia funkcjonowania. By zwiększyć wartość predykcyjną kryteriów, ograniczono wiek osób z UHR do przedziału 15–30 lat. Ryzyko przejścia w psychozę w grupie spełniającej kryteria UHR wynosiło, w zależności od badania, od 16 do 40%. Podjęto próbę wyodrębnienia czynników ryzyka przejścia w psychozę w grupie UHR: stwierdzono, że czynnikami ryzyka są złe funkcjonowanie, długi czas utrzymywania się objawów, nasilone objawy depresyjne i obniżony poziom uwagi, a także jednoczesne występowanie rodzinnego wywiadu w kierunku psychozy, niedawnego znaczącego pogorszenia funkcjonowania i niedawnego doświadczania subklinicznych objawów psychotycznych. W innym badaniu u około 43% badanych osób rozwinęła się pełnoobjawowa psychoza schizofreniczna w ciągu 2–3 lat; czynnikami ryzyka znacząco zwiększającymi ryzyko przejścia w psychozę były używanie marihuany, brak wcześniejszej diagnozy choroby psychicznej i niestosowanie leków psychotropowych. Metaanaliza badań, którymi objęto łącznie 2500 osób z wysokim ryzykiem psychozy, wykazała, że większość z nich nie rozwija psychozy w ciągu 3 lat, przejście w psychozę stwierdzono po 1, 2 i 3 roku u odpowiednio, 22, 29 i 36% osób.
Do identyfikacji ryzykownych stanów psychicznych używa się powyższych kryteriów klinicznych lub specjalnych narzędzi, takich jak Kompleksowa Ocena Zagrażających Stanów Psychicznych (ang. Comprehensive Assessment of At-Risk Mental States, CAARMS) lub Skala Objawów Prodromalnych (ang. Scale of Prodromal Symptoms, SOPS) i Ustrukturalizowany Kwestionariusz Objawów Prodromalnych (ang. Structured Interview for Prodromal Symptoms, SIPS). W ośrodkach europejskich stosowano Bonn Scale for the Assessment of Basic Symptoms
(BSABS) i jej skróconą wersję, Schizophrenia Prediction Instrument – Adult version (SPI-A).
U pacjentów z grupy stanu ryzyka psychozy stwierdzano w badaniach obrazowych różnego rodzaju nieprawidłowości neuroanatomiczne (zmniejszona lub zwiększona objętość istoty szarej w określonych strukturach mózgu), a w badaniach psychologicznych zaburzenia funkcji poznawczych.
Stan ryzyka psychozy nie jest diagnozą uwzględnioną w obowiązujących klasyfikacjach ICD-10 i DSM-5. Podczas prac nad DSM-5 rozważano umieszczenie w klasyfikacji zespołu ryzyka psychozy (ang. psychosis risk syndrome), potem zmieniono nazwę na zespół łagodnych objawów psychotycznych (ang. attenuated psychosis syndrome, APS). Ostatecznie, robocze kryteria APS znalazły się w sekcji 3 podręcznika przedstawiającej zaburzenia wymagające dalszych badań. Trwają dyskusje nad miejscem zespołu łagodnych objawów psychotycznych w przyszłych klasyfikacjach.
Kryteria zespołu łagodnych objawów psychotycznych zaproponowane w DSM-5 są następujące: przynajmniej jeden objaw (omamy, urojenia, dezorganizacja mowy) obecny w łagodnym nasileniu (1) obecny przynajmniej raz w tygodniu w ciągu ostatniego miesiąca (2) pojawił się lub nasilił w ciągu ostatniego roku (3) powodował wystarczająco duże cierpienie lub niesprawność, by zwrócić uwagę klinicysty (4) nie może być lepiej wyjaśniony obecnością innego zaburzenia psychicznego i nie może być przypisany działaniu substancji ani być związany z innym stanem medycznym (5) nigdy nie spełniał kryteriów innego zaburzenia psychotycznego. 
Nie ma zgodności co do interwencji farmakologicznych w ryzykownym stanie psychicznym. Według zaleceń International Early Psychosis Association wskazaniem do włączenia leczenia jest szybkie pogarszanie się stanu psychicznego (deterioracja), tendencje samobójcze, zachowania wrogie lub agresywne. Zalecane są wtedy neuroleptyki atypowe, w małych dawkach, początkowo przez 6-tygodniowy okres próbny i, w razie ewentualnej poprawy, przez kolejne 6–24 miesięcy. Europejskie Towarzystwo Psychiatryczne zaleca dołączenie farmakoterapii do interwencji psychoterapeutycznych u dorosłych pacjentów z grupy ryzyka, u których interwencje psychoterapetyczne są nieskuteczne, gdy obecne są nasilone i postępujące objawy psychotyczne, towarzyszy im mały lub szybko malejący wgląd lub zwiększa się częstotliwość stanów psychotycznych (BLIPS). EPA zaleca wtedy neuroleptyki atypowe w małych dawkach, nie zaleca długotrwałego leczenia profilaktycznego. Metaanalizy wskazują na pewną skuteczność wczesnych interwencji, obejmujących stosowanie leków przeciwpsychotycznych, terapię poznawczo-behawioralną i suplementację kwasów tłuszczowych omega-3. Prowadzone są również badania nad przydatnością minocykliny w leczeniu ryzykownego stanu psychicznego.